# Chaco (província)
Chaco é uma província da Argentina situada na região do Chaco argentino. Com uma extensão territorial de 99 633 km² e população de 984 446 habitantes (censo de 1991) tem como capital a cidade de Resistencia.

## Aspectos geográficos
A província do Chaco limita-se ao norte com as províncias de Formosa, a oeste com Salta, a sudoeste com Santiago del Estero, ao sul com Santa Fé, a leste com Corrientes e a nordeste com a Paraguai. Situada na parte austral do Grande Chaco sul-americano. Seu território se caracteriza por ser uma planície uniforme com suave declive.A vegetação se ajusta a estas condições: selvas nas ribeiras dos rios; bosques, pastagens e palmeiras na planície. Os cursos fluviais mais importantes são o Paraná e o Paraguai.
Após alguns períodos econômicos críticos, a monocultura tradicional de algodão deu lugar à diversificação para outros cultivos, como sorgo, girassol, milho e hortaliças. O gado bovino apresenta espécies adaptadas ao clima tropical. O setor industrial, principalmente o agroflorestal, produz produtos que não são fabricados em outras províncias, como o extrato de maçã.
Sua capital, Resistencia, está vinculada à de Corrientes por uma ponte rodoviária. Ambas as cidades constituem uma conurbação, que atua como metrópole regional do nordeste argentino.

## Subdivisões
|  |

A província é formada por 25 departamentos
| Departamento                  | Capital                      | Outros municípios                                                                                |
| ----------------------------- | ---------------------------- | ------------------------------------------------------------------------------------------------ |
| Almirante Brown               | Pampa del Infierno           | Concepción del Bermejo - Los Frentones - Taco Pozo                                               |
| Bermejo                       | La Leonesa                   | General Vedia - Isla del Cerrito - Las Palmas - Puerto Bermejo - Puerto Eva Perón                |
| Chacabuco                     | Charata                      |                                                                                                  |
| Comandante Fernández          | Presidencia Roque Sáenz Peña |                                                                                                  |
| Doce de Octubre               | General Pinedo               | Gancedo - General Capdevila                                                                      |
| Dos de Abril                  | Hermoso Campo                |                                                                                                  |
| Fray Justo Santa María de Oro | Santa Sylvina                | Chorotis                                                                                         |
| General Belgrano              | Corzuela                     |                                                                                                  |
| General Donovan               | Makallé                      | La Escondida - Lapachito - La Verde                                                              |
| General Güemes                | Juan José Castelli           | El Sauzalito - Fuerte Esperanza - Miraflores - Misión Nueva - Villa Río Bermejito                |
| Independencia                 | Campo Largo                  | Avia Terai - Napenay                                                                             |
| Libertad                      | Puerto Tirol                 | Colonia Popular - Laguna Blanca                                                                  |
| Libertador General San Martín | General José de San Martín   | Ciervo Petizo - La Eduvigis - Laguna Limpia - Pampa Almirón - Pampa del Indio - Presidencia Roca |
| Maipú                         | Tres Isletas                 |                                                                                                  |
| Mayor Luis Jorge Fontana      | Villa Ángela                 | Coronel Du Graty - Enrique Urién                                                                 |
| Nueve de Julio                | Las Breñas                   |                                                                                                  |
| O'Higgins                     | San Bernardo                 | La Clotilde - La Tigra                                                                           |
| Presidencia de la Plaza       | Presidencia de la Plaza      |                                                                                                  |
| Primero de Mayo               | Margarita Belén              | Colonia Benítez                                                                                  |
| Quitilipi                     | Quitilipi                    |                                                                                                  |
| San Fernando                  | Resistencia                  | Barranqueras - Basail - Fontana - Puerto Vilelas                                                 |
| San Lorenzo                   | Villa Berthet                | Samuhú                                                                                           |
| Sargento Cabral               | Colonia Elisa                | Capitán Solari - Colonias Unidas - Las Garcitas                                                  |
| Tapenagá                      | Charadai                     | Cote Lai                                                                                         |
| Veinticinco de Mayo           | Machagai                     |                                                                                                  |